# Nikodemus Holler
Nikodemus Holler (Mühlacker, 4 de mayo de 1991) es un ciclista alemán. Su victoria más importante fue la consecución de la Tour de Camerún en 2017.

## Palmarés
2017
- Tour de Camerún, más 1 etapa

2018
- 2 etapas del Tour de Hungría
- 1 etapa del Tour de Singkarak

2020
- 1 etapa del Tour de Sibiu[2]
- Tour de Tailandia